# 숙명여자대학교 정영양자수박물관
숙명여자대학교 정영양자수박물관(淑明女子大學校鄭英陽刺繡博物館)은 대한민국 서울특별시에 위치한 박물관이다. 숙명여자대학교에서 운영 중인 대학 박물관으로 자수 및 직물 예술에 대한 평가와 인식을 고양시키기 위해 2004년 5월 개관했다. 정영양의 학문 연구의 근거가 되었던 유물 800여 점을 소장하고 있다.

## 같이 보기
- 정영양
- 숙명여자대학교